# HD8380
HD8380 — хімічно пекулярна зоря спектрального класу F1, що має видиму зоряну величину в смузі V приблизно  8,1.
Вона  розташована на відстані близько 1062,4 світлових років від Сонця.

## Пекулярний хімічний вміст
Зоряна атмосфера HD8380 має підвищений вміст 
Si
.